# Marongge
Marongge is een bestuurslaag in het regentschap Sumedang van de provincie West-Java, Indonesië. Marongge telt 1458 inwoners (volkstelling 2010).